# Petershagen
Petershagen är en stad i Kreis Minden-Lübbecke i Regierungsbezirk Detmold i förbundslandet Nordrhein-Westfalen i Tyskland.